# ノックト・アウト・ローデッド
『ノックト・アウト・ローデッド』（Knocked Out Loaded）は、ボブ・ディランが1986年にリリースしたの24枚目のスタジオ・アルバム。
ビルボード200チャートで最高54位、全英アルバム・チャートで35位を記録した。

## 解説
11分にもおよぶ俳優サム・シェパードとの共作「ブラウンズビル・ガール」やトム・ペティとの共作、アル・クーパーやマイク・キャンベルとの共演曲などを収録。ディランのアルバムとしては、次作『ダウン・イン・ザ・グルーヴ』（1988年）と並んで評価、セールスともに振るわなかった。ハートブレーカーズとの共演ツアーのサウンドが再現されれば素晴らしいアルバムになるという期待もあったが、ディランの良き友人、理解者でありつづけるロン・ウッドは「レコーディング時点でのきらめきがスタジオ・ワークを経て見事に失われてしまった」と述懐している。

## レコーディング
レコーディングは、1986年4月末頃から5月にかけてカリフォルニア州トパンガ・キャニオンにあるスカイライン・スタジオで行われた。途中、カリフォルニア州ヴァン・ナイスのサウンド・シティ・スタジオでトム・ペティと「マイ・マインド・メイド・アップ」を共作した。
一部、1984年～1985年のレコーディング・セッション時の録音が使用されている。

## 収録曲

### Side 1
1. ランブル - You Wanna Ramble – 3:14
  - 作詞・作曲: Little Junior Parker
2. ゼイ・キルド・ヒム - They Killed Him – 4:00
  - 作詞・作曲: クリス・クリストファーソン
3. ドリフティン・トゥ・ファー - Driftin' Too Far From Shore – 3:39
  - 作詞・作曲: ディラン
4. プレシャス・メモリーズ - Precious Memories – 3:13
  - トラディショナル、編曲: ディラン
5. メイビー・サムデイ - Maybe Someday – 3:17
  - 作詞・作曲: ディラン

### Side 2
1. ブラウンズビル・ガール - Brownsville Girl – 11:00
  - 作詞・作曲: ディラン、サム・シェパード
2. マイ・マインド・メイド・アップ - Got My Mind Made Up – 2:53
  - 作詞・作曲: ディラン、トム・ペティ
3. アンダー・ユア・スペル - Under Your Spell – 3:58
  - 作詞・作曲: ディラン、キャロル・ベイヤー・セイガー

## リリース
日本
| 日付          | レーベル  | フォーマット | カタログ番号 | 付記 |
| ------------- | --------- | ------------ | ------------ | ---- |
| 1986年        | CBSソニー | LP           | 28AP 3224    | 掛帯 |
| 1986年9月21日 | CBSソニー | CD           | 32DP 499     |      |
| 1993年9月22日 | ソニー    | CD           | SRCS 6341    |      |